# Pagar Alam
Pagaralam là một thành phố thuộc tỉnh Nam Sumatra, Indonesia. Thành phố có diện tích 633,66 km² và dân số là 118.904 vào năm 2003. Thành phố giáp với tỉnh Bengkulu ở phía nam, huyện Jarai ở phía bắc, huyện Kota Agung ở phía đông và huyện Tanjung Sakti ở phía tây.